# 500 Festival Open Invitation
O 500 Festival Open Invitation foi um torneio masculino de golfe no PGA Tour, que foi disputado entre os anos de 1960 e 1968 no Speedway Golf Course, em Indianápolis, Indiana, Estados Unidos.
Doug Ford derrota Arnold Palmer, em 1961, no segundo buraco do playoff de morte súbita.